# Castillo de Malpaga

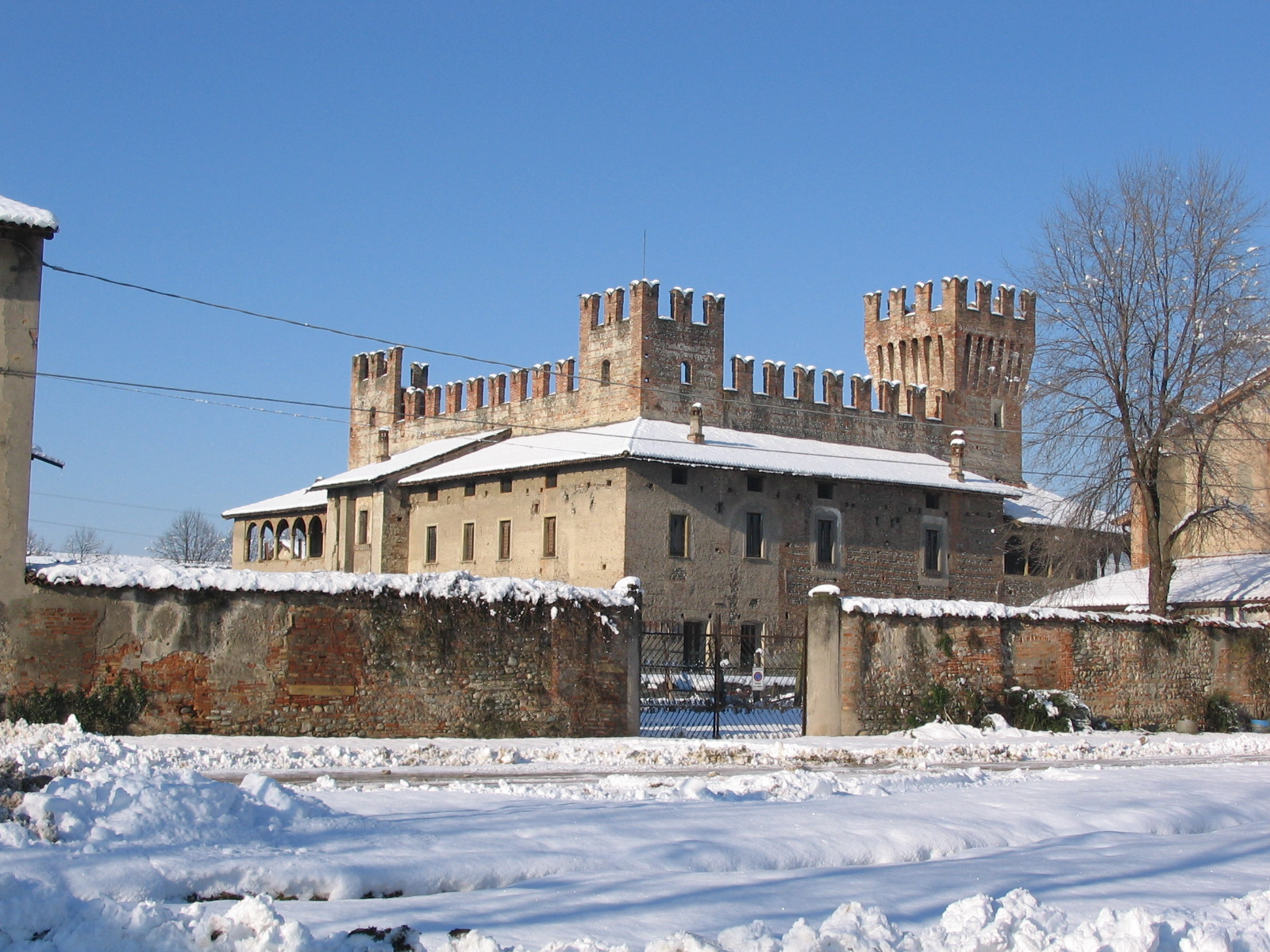
Castillo de Malpaga.

El Castillo de Malpaga se encuentra situado en el territorio de Cavernago, en las cercanías de Bérgamo (Italia).

## Corte renacentista
En 1456 Bartolomeo Colleoni adquirió el castillo a las autoridades bergamescas, con la idea de convertirlo en su residencia y centro de sus dominios. El castillo, una vez remodelado tanto para albergar a las tropas del propio condotiero como para ser sede de una corte renacentista, se convirtió en uno de los centros de poder dentro del convulso panorama geopolítico italiano de la época.
Ilustres visitantes del castillo fueron Borso d´Este, los hijos de Francesco Sforza, Carlos el Temerario, duque de Borgoña, y el rey Cristián I de Dinamarca. También residieron en la fortaleza humanistas de la talla de Jacopo Tiraboschi, Giovanni Michele Carrara y Antonio Cornazzano. Este último fue encargado de escribir una biografía del propio Bartolomeo Colleoni.

## La decoración
Las paredes del castillo están prácticamente en su totalidad decoradas al fresco, siendo diverso el grado de conservación de los mismos, ya que algunos se encuentran en perfecto estado, otros muestran las evidencias del paso del tiempo, pero aún visibles, y otros se encuentran en estado de ilegibilidad.
De entre todos ellos destaca la serie que conmemora la visita del rey Cristián I de Dinamarca al castillo. En diversas escenas se representa el cortejo real, la hospitalidad de Colleoni, banquetes y escenas de caza. La realización de los frescos fue encargada por los herederos del Colleoni y muy probablemente el artista elegido para la realización de tan magna obra fuera el Romanino.
Al mismo Romanino se le atribuye la realización del fresco que representa la Batalla de la Riccardina. Esta pintura, situada en el exterior, ha sufrido las consecuencias de la exposición a los agentes atmosféricos.
- Datos: Q1060219
- Multimedia: Castello di Malpaga (Cavernago) / Q1060219